# 東京家政学院筑波女子大学短期大学部
東京家政学院筑波女子大学短期大学部（とうきょうかせいがくいんつくばじょしだいがくたんきだいがくぶ、英語: Tokyo Kasei Gakuin Tsukuba Junior College）は、茨城県つくば市吾妻三丁目1番地に本部を置いていた日本の私立大学である。1990年に設置され、2007年に廃止された。大学の略称は筑波短大。

## 概要

### 大学全体
- 学校法人東京家政学院により設置された日本の私立短期大学。
- 1990年、茨城県つくば市において東京家政学院筑波短期大学として、2学科、入学総定員250名体制で開学[3] 。
- 1996年度より1学科体制、2004年度の入学生を最後に短期大学としての使命を終えた。

### 教育および研究
- 東京家政学院筑波女子大学短期大学部における専門教育
  - 国際教養科：語学力や文書処理能力の強化をはかりつつ、国際的な政治経済に関する諸科目も学ぶ内容のものとなっていた。「秘書実務」・「外書講読」・「比較文化論」・「日本文化論」や英語科目などがあった[4]。
  - 情報処理科：情報処理技術のみならず情報に係る文化の背景や情報が社会に及ぼす影響などを学び、広き視野で考え行動できる人材育成するというねらいがあったとされている。「情報科学概論」・「プログラミング」・「秘書概論」・「金融論」・「コンピューター基礎」・「情報英語」などの科目が用意されていた[5]。

### 学風および特色
- 「科学フェスティバル」への参加やバーベキュー大会なるイベントが行われていた[6]。

## 沿革
- 1989年 平成2年の開学を目指している[7][8]。
- 1990年 東京家政学院筑波短期大学（とうきょうかせいがくいんつくばたんきだいがく）として開学。以下の2学科を置く。
  - 国際教養科[注釈 1]
  - 情報処理科[注釈 2]
- 1992年
  - 4月1日 左記をもって学科の入学定員を以下の通り変更する。
    - 国際教養科150[10]→200[11][注 1]
- 1995年
  - 4月1日 左記をもって国際教養科の学生募集を最終とする[注 2]
- 1996年
  - 4月1日 左記をもって東京家政学院筑波女子大学短期大学部 と改称[15]。
- 2004年 左記をもって学生募集を終了[16]。
- 2007年
  - 2月26日 正式廃止[16]。

## 基礎データ

### 所在地
- 茨城県つくば市吾妻3-1

### 象徴
- 東京家政学院筑波女子大学短期大学部のカレッジマークは東京家政学院大学・短期大学と同様にバラの形を象ったものとなっていた。

### 年度別学生数
| -      | 国際教養科 | 情報処理科 | 出典            |
| ------ | ---------- | ---------- | --------------- |
| 1990年 | 女188      | 女125      | [ 17 ]          |
| 1991年 | 女375      | 女249      | [ 18 ]          |
| 1992年 | 女434      | 女249      | [ 19 ] [ 注 3 ] |
| 1993年 | 女500      | 女248      | [ 20 ]          |
| 1994年 | 女492      | 女243      | [ 21 ]          |
| 1995年 | 女403      | 女239      | [ 22 ]          |
| 1996年 | 女166      | 女238      | [ 23 ]          |
| 1997年 | 女2        | 女232      | [ 24 ]          |
| 1998年 | -          | 女230      | [ 25 ]          |
| 1999年 | -          | 女229      | [ 26 ]          |

## 教育および研究

### 組織

#### 学科
- 国際教養科[注 4]
- 情報処理科

#### 専攻科
- なし

#### 別科
- なし

#### 取得資格について
- 卒業と同時に取得できる国家資格に関するカリキュラムは特に設けられていなかった。

#### 附属機関
- 附属図書館が1990年4月24日に開館[27]。

### 研究
- 『安全保障体制の見直し』[28]
- 『戦後日米関係の軌跡①』[29]
- 『共和党の時代は訪れるか』[30]

## 学生生活

### 部活動・クラブ活動・サークル活動
- 東京家政学院筑波女子大学短期大学部で活動していたクラブ活動[31]
  - 体育系：テニス・スキー・バレーボール・バスケットボール・水泳・バドミントン・少林寺拳法ほか
  - 文化系：ESS・茶道・華道・吹奏楽・美術・軽音楽・写真・インターネット・音楽鑑賞ほか

### 学園祭
- 東京家政学院筑波女子大学短期大学部の学園祭は「KVA祭」と呼ばれ、英語での人形劇も行われていた。ピーター・フランクルが訪れたこともある[32]。

## 施設

### キャンパス
- つくば市（筑波研究学園都市）の中心に設置されていた[33]。

### 寮
- なし

## 対外関係

### 他大学との協定
- カリフォルニア大学：アメリカ

### 系列校
- 東京家政学院大学
- 東京家政学院短期大学

## 社会との関わり
- 公開講座のアシスタントを本短大の学生により行われていた。「中高年のためのインターネット教室」にて。

## 卒業後の進路について

### 編入学・進学実績
- 系列の東京家政学院大学ほか東京女子大学・淑徳大学などがある[34]。